# Stružná
Stružná é uma comuna checa localizada na região de Karlovy Vary, distrito de Karlovy Vary‎.